# Netcat
Netcat (známý jako unixový příkaz nc) je počítačový program sloužící jako nástroj pro zápis a čtení ze TCP nebo UDP spojení. Sám vývojář jej nazývá „The Swiss-army knife for TCP/IP“, tedy „Švýcarský armádní nůž pro TCP/IP“.
Původně byl Netcat vyvíjen pro operační systémy rodiny UN*X, dnes však existují jeho porty i na jiné systémy, např. MS Windows.
Pod pojmem Cryptcat je známa variace tohoto programu upravená tak, aby podporovala šifrované síťové přenosy.